# Stari Bezradyczi
Stari Bezradyczi (ukr. Старі Безрадичі, hist. pol. Bezradycze Stare) – wieś na Ukrainie, w obwodzie kijowskim, w rejonie obuchowskim, w hromadzie Kozyn. W 2001 liczyła 628 mieszkańców, spośród których 603 wskazało jako ojczysty język ukraiński, a 25 rosyjski.